# Ornithoptera richmondia
Ornithoptera richmondia är en fjärilsart som först beskrevs av Gray 1853.  Ornithoptera richmondia ingår i släktet Ornithoptera och familjen riddarfjärilar. Inga underarter finns listade i Catalogue of Life.

## Bildgalleri

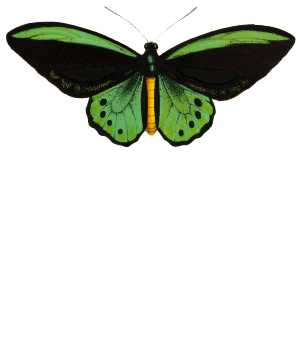
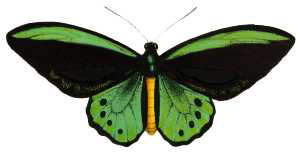